# Pygiopsylla zethi
Pygiopsylla zethi är en loppart som först beskrevs av Rothschild 1904.  Pygiopsylla zethi ingår i släktet Pygiopsylla och familjen Pygiopsyllidae. Inga underarter finns listade i Catalogue of Life.